# Hans Loubier
Hans Loubier, bis 1914 Jean Loubier; vollständiger Name Emil Ludwig Johannes Loubier, (* 9. April 1863 in Berlin; † 23. Juni 1931) war ein deutscher Bibliothekar und Einbandforscher.

## Leben
Loubier stammte aus einer Hugenotten-Familie; im Ersten Weltkrieg änderte er seinen französischen Vornamen "Jean" in "Hans". Loubier studierte ab 1883 neuere Philologie und Germanistik in Berlin, Heidelberg und Halle, wo er 1890 promoviert wurde. Nach einer Tätigkeit im Buchhandel war er ab 1892 Bibliothekar der Lipperheideschen Kostümbibliothek in Berlin. 1895 wurde er wissenschaftlicher Hilfsarbeiter an der Kunstbibliothek in Berlin, 1896 dort Direktorialassistent, 1909 Kustos. 1906 erhielt er den Titel Professor verliehen. Im Jahr 1927 trat er in den Ruhestand.
Loubier beschäftigte sich wissenschaftlich überwiegend mit der Einbandkunde und der Buchkunst und hatte durch seinen Schriften großen Einfluss auf die Entwicklung der Buchkunst in Deutschland im frühen 20. Jahrhundert.

## Veröffentlichungen (Auswahl)
- Das Ideal der männlichen Schönheit bei den altfranzösischen Dichtern des XII. und XIII. Jahrhunderts. Dissertation Halle 1890 (Digitalisat).
- Der Bucheinband in alter und neuer Zeit. H. Seemann, Berlin / Leipzig 1903 (Digitalisat).
- Die neue deutsche Buchkunst. Krais, Stuttgart 1921.
- Der Bucheinband. Von seinen Anfängen bis zum Ende des 18. Jahrhunderts. Klinkhardt & Biermann, Leipzig 1926.